# Asociación de Fútbol de Singapur
La Federación de Fútbol de Singapur (FAS) es el organismo rector del fútbol en Singapur. Fue fundada en 1892, desde 1952 es miembro de la FIFA y desde 1954 de la AFC. Organiza el campeonato de Liga y de Copa de Singapur, así como los partidos de la selección nacional en sus distintas categorías.